# Ринкечов (Арджеш)
Ринкечов (рум. Râncăciov) — село у повіті Арджеш в Румунії. Входить до складу комуни Келінешть.
Село розташоване на відстані 97 км на північний захід від Бухареста, 11 км на схід від Пітешть, 111 км на північний схід від Крайови, 101 км на південний захід від Брашова.

## Населення
За даними перепису населення 2002 року у селі проживали 387 осіб, усі — румуни. Усі жителі села рідною мовою назвали румунську.